# St. Trinian's II
St. Trinian's II (engelska: St Trinian's 2: The Legend of Fritton's Gold) är en brittisk äventyrsfilm från 2009 i regi av Oliver Parker och Barnaby Thompson.
Filmen baseras på Ronald Searles skämtteckningar om St Trinian's School. Det är en uppföljare till  St. Trinian's från 2007.

## Rollista i urval
- Rupert Everett - Camilla Fritton / kapten Archibald Fritton / pastor Fortnum Fritton
- Colin Firth - Geoffrey Thwaites
- David Tennant - Piers Pomfrey
- Talulah Riley - Annabelle Fritton
- Jodie Whittaker - Beverly
- Juno Temple - Celia
- Tamsin Egerton - Chelsea
- Toby Jones - Bursar
- Sarah Harding - Roxy
- Zawe Ashton - Bianca
- Celia Imrie - matron
- Gemma Arterton - Kelly
- Katherine Parkinson - fysikläraren
- Pip Torrens - Heathcote Parker